# Polokruhovitý kanálek

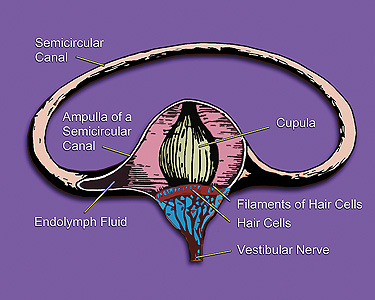
Řez bazální částí jednoho z polokruhovitých kanálků: patrná je ampula se smyslovými buňkami a odstupujícím nervem

Polokruhovité kanálky (lat. canales semicirculares) jsou kostěné kanálky v labyrintu vnitřního ucha obratlovců. V dobách vzniku obratlovců prošly bouřlivou evoluční historií: sliznatky mají pouze jeden polokruhovitý kanálek, mihule mají dva a ostatní obratlovci tři. Tyto tři struktury jsou pak orientovány přibližně ve třech rovinách prostoru. Uvnitř jsou duté, vyplněné endolymfou, která se při sebemenším pohybu (přesněji při úhlovém zrychlení) uvádí do pohybu a dráždí smyslové orgány, tzv. ampulární kristy. Polokruhovité kanálky jsou díky této vlastnosti důležitou součástí tzv. vestibulárního orgánu rovnováhy.

## Anatomie člověka a funkce
Tři polokruhovité kanálky, které se u člověka rozeznávají, jsou:
- canalis semicircularis anterior (přední polokruhovitý kanálek) – vyklenuje se nahoru, kolmo na podélnou osu skalní kosti
- canalis semicircularis posterior (zadní polokruhovitý kanálek) – vystupuje dozadu, rovnoběžně s podélnou osou skalní kosti a poněkud níže než c. s. anterior.
- canalis semicircularis lateralis (boční, též laterální polokruhovitý kanálek) – vystupuje bokem (laterálně), v úrovni mezi dvěma zbývajícími kanály

Na začátku každého z polokruhovitých kanálků je lahvicovitá rozšířenina, tzv. ampula (ampulla ossea). Odtud vybíhá vlastní tělo kanálku, načež se každý kanálek polokruhovitě stáčí a ústí zpět do vejčitého váčku vestibula. V kanálcích se nachází membránový labyrint tvořený blanami. Mezi blánami a kostí kanálku se nachází perilymfa, uvnitř systému blan je endolymfa. Vlastní vnímání rovnováhy se odehrává v ampulách každého polokruhovitého kanálku: jsou zde tzv. kristy, které se skládají především z vláskových buněk. Kolem kristy je bohatý obal z mukopolysacharidů, tzv. kupola. Když se hlava začne otáčet či jinak hýbat, endolymfa se dá do pohybu. Kupola se při pohybu okolní endolymfy vychyluje do stran a podrážděné vláskové buňky na to (při určitém konkrétním směru pohybu) reagují změnou membránového potenciálu, tedy tzv. depolarizací. Tato reakce se přenáší na přiléhající bipolární buňky sluchově rovnovážného nervu a ten informace převádí do mozku.

## Archosauři
Velmi spletitou evoluční historii mají polokruhovité kanálky také u archosaurů, velké skupiny obratlovců, zahrnujících mj. dinosaury a ptakoještěry, nebo také současné krokodýly a ptáky. Brzy v evoluční historii této skupiny (asi před 250 miliony let) je pozorovatelný výrazný rozkol mezi "ptačí" vývojovou linií a "krokodýlí" vývojovou linií, a to i v utváření jejich polokruhovitých kanálků v lebce.